# Iso-Varpunen
Iso-Varpunen är en ö i Finland. Den ligger i sjön Roine och i kommunen Kangasala i den ekonomiska regionen Tammerfors och landskapet Birkaland, i den södra delen av landet, 140 km norr om huvudstaden Helsingfors. Öns area är 0,6 hektar och dess största längd är 90 meter i sydöst-nordvästlig riktning.